# النبلاء الكبار الثلاثة

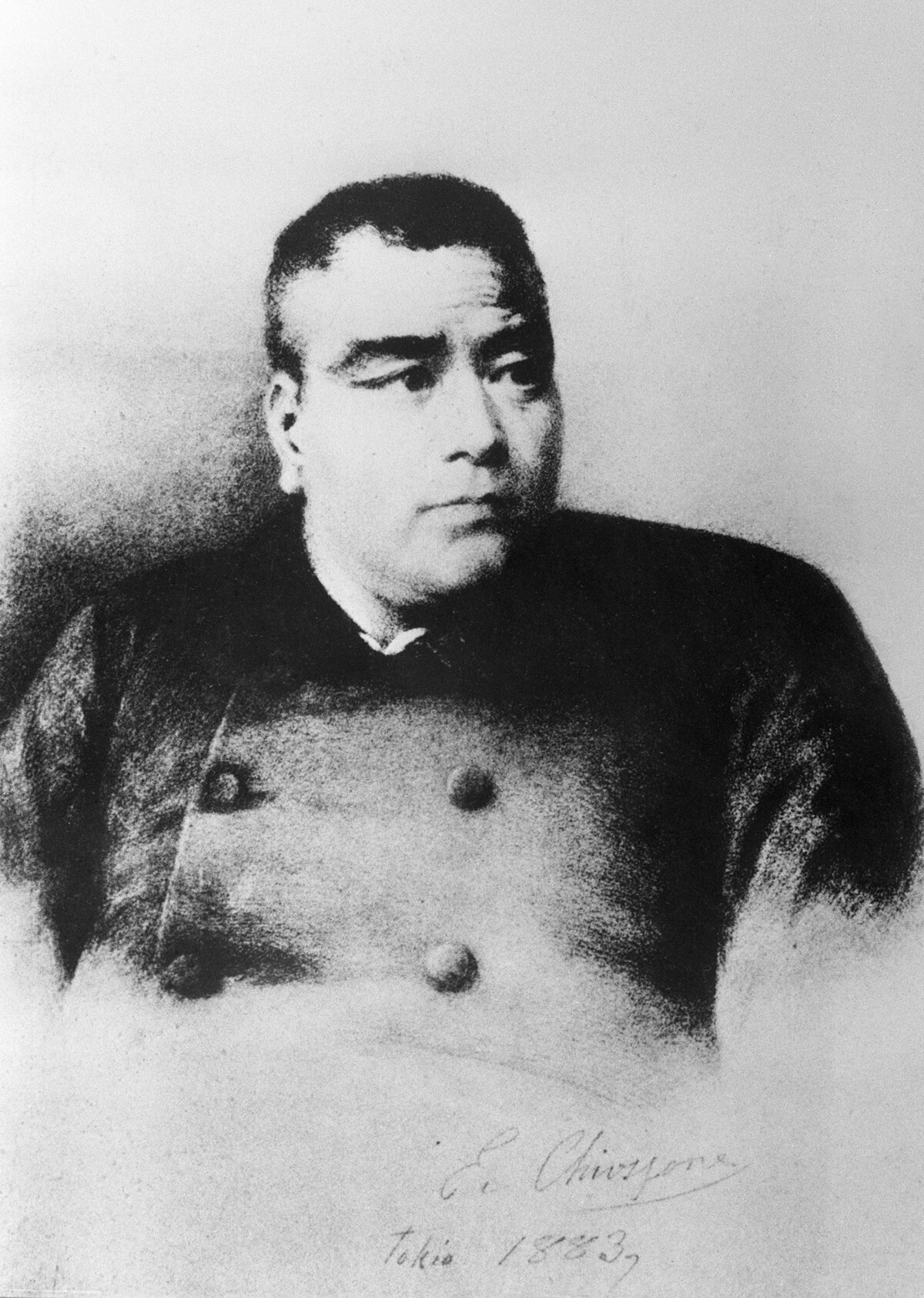

في اليابان، النبلاء الكبار الثلاثة هم ثلاثة أشخاص لعبوا دورا هاما في ثورة ميجي، ويطلق عليهم إيشين نو سانكتسو 維新の三傑 (الأبطال البارزون في الثورة).
هؤلاء هم:
- أوكوبو توشيميتشي من مقاطعة ساتسوما.
- سايغو تاكاموري من مقاطعة ساتسوما.
- كيدو تاكايوشي (المعروف باسم كاتسورا كوغورو) من مقاطعة تشوشو.

أولئك الثلاثة ماتوا واحدا تلو الآخر بين 1877 (السنة العاشرة من فترة ميجي) و1878 (السنة الحادية عشر).

## اقرأ أيضا
- إيشين شيشي
- باكوماتسو
- نظام توكوغاوا شوغون
- استعراش ميجي